# Квант-2 (модул на Мир)
Квант-2 (на английски: Quantum-II/2) (77KSD, TsM-D, 11F77D) – това е третият модул и втори присъединен модул към космическата станция „Мир“. Неговата основна цел е провеждане на нови научни експерименти, и да се подобрят животоподдържащите системи на станцията. Прикачен е към станцията на 6 декември 1989 г. Системата за управление на модула е разработена в НПО „Електроприбор“ – Харков.

## Описание
„Квант-2“ е разделен на три отсека. Оборудван е с компютър „Салют-5Б“, който е усъвършенствана версия на компютъра „Аргон-16Б“, който е на станцията. „Квант-2“ имал система за рециклиране на вода за лична хигиена. Модулът имал и 6 жироскопа, допълващи тези на „Квант-1“.
Научното оборудване на „Квант-2“ включвало камера с висока разделителна способност, спектрометри, рентгенови датчици, апарат „Волна“.
Експерименти и оборудване:
- Ариз-X – спектрометър
- АСПГ-M – спектрометър (с използване на чешки сензор)
- Гама-2 – спектрометър
- Инкубатор-2 – инкубатор за птичи яйца
- KAП-350 – топографска камера
- MKФ-6MA – (произведена в ГДР)
- MKС-M2 – спектрометър
- Фаза AФM-2 – спектрометър
- Спектр-256 – спектрометър
- Спрут-5 – спектрометър (доставен през 1991 г.)
- Телевизионни камери
- Волна-2 (тегло 250 кг)

## Галерия
- Mодулът „Kвант 2“ като част от „Мир“.
- Едър план на звеното за придвижване на космонавти. Изпитан е през 1990, прибран е на Kвант-2 през 1996.
- Oбщ изглед на Квант-2.
- Разрез на модула „Квант-2“.
- Конфигурация на комплекса Мир след скачването на „Квант-2“.